# J. Curry Street
Jabez Curry Street (* 5. Mai 1906 in Opelika (Alabama); † 7. November 1989 in Charleston (South Carolina)) war ein US-amerikanischer experimenteller Physiker und Elektroingenieur. Er war einer der Entdecker des Myons.

## Biografie
Street studierte Elektrotechnik am Alabama Polytechnic Institute mit dem Bachelor-Abschluss 1927 und arbeitete danach als Ingenieur für die Brooklyn Edison Power Company. Er wurde 1931 an der University of Virginia promoviert und war danach ein Jahr Fellow der Bartol Research Foundation. In dieser Zeit begann er mit Untersuchungen zur kosmischen Strahlung. 1932 wurde er Instructor und später Professor an der Harvard University. 1970 wurde er Mallinckrodt Professor für Physik und 1976 emeritiert. 1955 bis 1960 stand er in Harvard der Physik-Fakultät vor.
1937 entdeckte er mit E. C. Stevenson (auch aus Harvard) das später Myon genannte Teilchen in der kosmischen Strahlung, wie auch im selben Jahr Carl D. Anderson und Seth Neddermeyer vom Caltech. Damals wurden ihm verschiedenste Namen gegeben (darunter Meson), erst später setzte sich Myon durch.
Im Zweiten Weltkrieg war er von 1940 bis 1945 am MIT Radiation Laboratory maßgeblich an der Radarentwicklung beteiligt (Boden- und Schiffsradar) und der Entwicklung des LORAN-Systems (er leitete die Produktion des Prototyps). In Harvard war er 1962/63 Acting Director des Cambridge Electron Accelerator von Harvard und MIT. Dabei entwickelte er eine Reihe von Messgeräten wie Koinzidenzdetektoren für Myonen.
Er war Mitglied der American Academy of Arts and Sciences (1937) und der National Academy of Sciences (1953). 1986 hielt er in Harvard Vorträge über seine Entdeckungen im Rahmen der historischen Sektion der Loeb Lectures.

## Schriften
- J. C. Street, E. C. Stevenson: New Evidence for the Existence of a Particle of Mass Intermediate Between the Proton and Electron, Phys. Rev., Band 52, 1937, 1003[1]